# Луке, Висенте
Висе́нте Ка́тта Пре́та Лу́ке (порт.-браз. Vicente Catta Preta Luque, род. 27 ноября 1991 года, Уэствуд, Нью-Джерси, США) — бразильский профессиональный боец смешанных единоборств. Выступает в полусредней весовой категории под эгидой Ultimate Fighting Championship.

## Биография
Луке родился в Уэствуде, Нью-Джерси в семье бразильянки и чилийца. Его бабушка по материнской линии была дипломатом, поэтому мать в основном выросла в Чили, где познакомилась с отцом Висенте и вышла за него замуж, после чего пара переехала в США. Луке рос трилингвом, свободно говоря на португальском, испанском и английском языках.
Начал заниматься различными видами единоборств с раннего возраста, впервые встав на татами в три года, когда начал заниматься карате. В шесть лет родители развелись, и он переехал с матерью в Бразилию, где продолжал заниматься карате до десяти лет. 
После непродолжительного увлечения футболом в подростковом возрасте перешёл к занятиям по муай-тай и бразильскому джиу-джитсу, а в 2008 году и ММА.
Луке в 2021 году в один и тот же день получил чёрный пояс как по бразильскому джиу-джитсу, так и по лута ливре.

## Карьера бойца смешанных единоборств
Луке начал свою профессиональную карьеру в смешанных единоборствах в июне 2009 года. Он установил рекорд 7-4-1, участвуя в различных региональных промоушенах в Бразилии, прежде чем попробовать себя в The Ultimate Fighter в начале 2015 года.

### The Ultimate Fighter
В феврале 2015 года было объявлено, что Луке стал одним из бойцов, выбранных для участия в 21-м сезоне шоу TUF, который имел название The Ultimate Fighter: American Top Team vs. Blackzilians. Луке стал участником команды «Blackzilians» под руководством тренера и владельца этого известного спортивного зала Глена Робинсона. В одной команде с Луке в этом сезоне шоу также принимал участие будущий чемпион в полусреднем весе Камару Усман.
В своём первом бою на шоу Луке встретился с ветераном Натаном Коем и выиграл удушающим приёмом в середине третьего раунда.
Свой второй показательный бой в полуфинальных поединках Луке в равной борьбе проиграл лидеру команды соперников Хайдеру Хассану раздельным решением. Это поражение стало ключевым и позволило команде «American Top Team» в последнем бою вырвать общую победу в шоу и получить приз в размере $200 000.
Лидерам команд предстояло встретиться в финальном турнире в июле 2015 года. Камару Усман (Blackzilians) и Хайдер Хассан (American Top Team) в личном противостоянии должны были выявить персонального победителя 21-го сезона The Ultimate Fighter. Кроме них был также запланирован поединок между Висенте Луке (Blackzilians) и Маклом Грейвзом (American Top Team).

### Ultimate Fighting Championship
Луке официально дебютировал в UFC 12 июля 2015 года на The Ultimate Fighter 21 Finale, где он встретился с коллегой по съемочной площадке прошедшего сезона TUF и членом команды «American Top Team» Майклом Грейвзом. Он проиграл свой дебютный бой единогласным решением судей уступив в 2-х раундах из трёх.
Свой второй бой в промоушене Луке также провёл против своего бывшего соперника по TUF. Это был бой-реванш с Хайдером Хассаном и он состоялся 19 декабря 2015 года на турнире UFC on FOX 17. Луке победил удушающим приёмом (анаконда) в середине первого раунда, получив свою первую награду «Выступление вечера» и бонус в $50 000 за эффектную и быструю победу.
7 июля 2016 года Луке провёл бой против мексиканца Альваро Эрреры на UFC Fight Night 90. Он выиграл бой удушением Д`Арса на четвёртой минуте 2-го раунда.
24 сентября 2016 года Луке встретился с Эктором Урбина на UFC Fight Night 95. Луке победил за 60 секунд первого раунда, отправив соперника в нокаут и заработав тем самым свой второй бонус «Выступление вечера».
Уже 12 ноября 2016 года Луке вновь вернулся в октагон в поединке против Белала Мухаммада на своём первом номерном турнире UFC 205. И вновь Луке одержал быструю досрочную победу, отправив своего оппонента в нокаут на второй минуте первого раунда, и довёл победную серию до 4 побед подряд.
18 марта 2017 года на UFC Fight Night 107 в Лондоне Луке встретился с Леоном Эдвардсом, начавшим свою беспроигрышную серию и имеющим UFC рекорд 4-2. Этот бой закончился вторым в UFC поражением Луке и вновь решением судей, которые единогласно отдали Эдвардсу два из трёх раундов.
28 октября 2017 года Луке в первый раз встретился с Нико Прайсом на UFC Fight Night 119, проходящим в родной Бразилии в Сан-Паулу, заменив на коротком 11-дневном уведомлении выбывшего из-за травмы бразильца Луана Чагаса. Луке выиграл бой удушающим приемом Д’Арса в середине второго раунда и начал новую победную серию.
19 мая 2018 года Луке встретился с канадским ветераном Чедом Лапризом на UFC Fight Night 129 и победил нокаутом на последней минуте первого раунда.
6 октября 2018 года на UFC 229 очередным соперником Луке стал дебютант Джалин Тёрнер, получивший право выступить в UFC после победы техническим нокаутом во втором сезоне Претендентской серии Дэйны Уайта. Луке вновь досрочно решил исход поединка в свою пользу и в очередной раз это был нокаут на первой минуте боя.
17 февраля 2019 года Луке встретился с опытным, но нестабильным Брайаном Барбереной на UFC on ESPN 1. После двух напряжённых раундов, в которых преимущество поочерёдно переходило от одного бойца к другому, Луке победил техническим нокаутом всего за 6 секунд до окончания поединка, сбив Барберену ударом колена и добив руками. Луке стал первым, кто смог одержать победу нокаутом над Барбереной. Этой бой принёс Луке первую награду «Лучший бой вечера», а также впоследствии попадание на 15-ю строчку рейтинга UFC лучших бойцов полусреднего веса.
Луке должен был встретиться с Нилом Магни 18 мая 2019 года на UFC Fight Night 152. Однако 13 мая стало известно, что Магни отстранён USADA и выбывает из боя из-за положительного теста на запрещённые вещества. Магни был заменён новичком Дерриком Кранцем, который хоть и был дебютантом UFC, вовсе не являлся слабым соперником, так как ранее завоёвывал титулы чемпиона LFA и Legacy FC в полусреднем весе. Луке победил Кранца техническим нокаутом в первом раунде.
10 августа 2019 года Луке встретился с Майком Перри в соглавном бою на UFC Fight Night 156. В упорной и равной борьбе Луке победил раздельным решением, продлив свою победную серию до шести боёв. За этот поединок бойцы получили бонус «Лучший бой вечера», который для Луке стал вторым в его карьере. После этой победы Луке поднялся на 14 место рейтинга UFC.
2 ноября 2019 года на UFC 244 Луке прошёл испытание самым сложным своим соперником на данный момент. Им стал опытный ветеран UFC Стивен Томпсоном (#9 рейтинга, рекорд UFC 9-4-1) . В невероятном бою Томпсон убедительно победил Луке единогласным решением судей. Луке смог в какой-то степени на равных противостоять Томпсону только в первом раунде, два остальных раунда Томпсон доминировал во всех компонентах. Бой был признан "Лучшим боем вечера", а оба бойца получили соответствующий бонус в $50 000.
Луке должен был встретиться с Рэнди Брауном на UFC Fight Night: Оверим vs. Харрис, который планировался к проведению в Портленде 11 апреля 2020 года. Однако из-за пандемии COVID-19 турнир был отменён.
В скором времени Луке был запланирован на бой-реванш с Нико Прайсом на оригинальном UFC 249, который должен был изначально состояться 18 апреля 2020 года. 9 апреля Дана Уайт, президент UFC, объявил, что это мероприятие откладывается, и бой в конечном итоге состоялся 9 мая 2020 года на переназначенном UFC 249. Луке вновь одержал победу, на этот раз техническим нокаутом в третьем раунде после того, как бой был остановлен доктором из-за опасного рассечения на лице Прайса.
1 августа 2020 года Луке со второй попытки всё-таки встретился с Рэнди Брауном на UFC Fight Night: Брансон vs. Шахбазян. Луке выиграл бой нокаутом во втором раунде и получил свой третий бонус «Выступление вечера». 5 августа после очередного обновления рейтингов лучших бойцов UFC Луке поднялся на 10-ю строчку дивизиона.

## Титулы и достижения
- Ultimate Fighting Championship
  - Обладатель премии «Лучший бой вечера» (четыре раза) против Брайана Барберены, Майка Перри и Стивена Томпсона и Тайрона Вудли
  - Обладатель премии «Выступление вечера» (четыре раза) против Хайдера Хассана, Эктора Урбины и Рэнди Брауни и Майкла Кьезы

- - Второй по наибольшему количеству финишей в истории UFC в полусреднем весе (13)
- MMAJunkie.com
  - Лучший бой месяца (Февраль  2019) против Брайана Барберены
  - Лучший бой месяца (Май  2020) против Нико Прайса

## Статистика выступлений в MMA
| Боёв 35  | Побед 23 | Поражений 11 |
| -------- | -------- | ------------ |
| Нокаутом | 11       | 2            |
| Сдачей   | 9        | 3            |
| Решением | 3        | 6            |
| Ничьи    | 1        | 1            |

| Результат  | Рекорд  | Соперник                 | Способ                   | Турнир                                  | Дата             | Раунд | Время | Место                                 | Примечание                              |
| ---------- | ------- | ------------------------ | ------------------------ | --------------------------------------- | ---------------- | ----- | ----- | ------------------------------------- | --------------------------------------- |
| Поражение  | 23-11-1 | Кевин Холланд            | Сдача (Д'Арс)            | UFC 316                                 | 7 июня 2025      | 2     | 1:03  | Ньюарк, Нью-Джерси, США               |                                         |
| Победа     | 23-10-1 | Темба Горимбо            | Сдача (д'Арс)            | UFC 310                                 | 7 декабря 2024   | 1     | 0:52  | Лас-Вегас, США                        | «Выступление вечера» (5)                |
| Поражение  | 22-10-1 | Хоакин Бакли             | TKO (удары)              | UFC on ESPN: Блэнчфилд vs. Фьоро        | 30 марта 2024    | 2     | 3:17  | Атлантик-Сити, Бостон, США            |                                         |
| Победа     | 22-9-1  | Рафаэль Дос Аньос        | Единогласное решение     | UFC on ESPN: Луке vs. Дус Анжус         | 12 августа 2023  | 5     | 5:00  | Лас-Вегас, Невада, США                |                                         |
| Поражение  | 21-9-1  | Джефф Нилл               | TKO (удары)              | UFC on ESPN: Сантус vs. Хилл            | 7 августа 2022   | 3     | 2:01  | Лас-Вегас, Невада, США                |                                         |
| Поражение  | 21-8-1  | Белал Мухаммад           | Единогласное решение     | UFC on ESPN: Луке vs. Мухаммад 2        | 16 апреля 2022   | 5     | 5:00  | Лас-Вегас, Невада, США                |                                         |
| Победа     | 21-7-1  | Майкл Кьеза              | Удушающий приём (Д’Арсе) | UFC 265                                 | 7 августа 2021   | 1     | 3:25  | Хьюстон, Техас, США                   | «Выступление вечера» (4)                |
| Победа     | 20-7-1  | Тайрон Вудли             | Удушающий приём (Д’Арсе) | UFC 260                                 | 27 марта 2021    | 1     | 3:56  | Лас-Вегас, Невада, США                | «Лучший бой вечера» (4)                 |
| Победа     | 19-7-1  | Рэнди Браун              | Нокаут                   | UFC Fight Night: Брансон vs. Шахбазян   | 1 августа 2020   | 2     | 4:56  | Лас-Вегас, Невада, США                | «Выступление вечера» (3)                |
| Победа     | 18-7-1  | Нико Прайс               | Технический нокаут       | UFC 249                                 | 9 мая 2020       | 3     | 3:37  | Джэксонвилл, Флорида, США             |                                         |
| Поражение  | 17-7-1  | Стивен Томпсон           | Единогласное решение     | UFC 244                                 | 2 ноября 2019    | 3     | 5:00  | Нью-Йорк, Нью-Йорк, США               | «Лучший бой вечера» (3)                 |
| Победа     | 17-6-1  | Майк Перри               | Раздельное решение       | UFC Fight Night: Шевченко vs. Кармуш 2  | 10 августа 2019  | 3     | 5:00  | Монтевидео, Монтевидео, Уругвай       | «Лучший бой вечера» (2)                 |
| Победа     | 16-6-1  | Деррик Кранц             | Технический нокаут       | UFC Fight Night: дус Анжус vs. Ли       | 18 мая 2019      | 1     | 3:52  | Рочестер, Нью-Йорк, США               |                                         |
| Победа     | 15-6-1  | Брайан Барберена         | Технический нокаут       | UFC on ESPN: Нганну vs. Веласкес        | 17 февраля 2019  | 3     | 4:54  | Финикс, Аризона, США                  | «Лучший бой вечера» (1)                 |
| Победа     | 14-6-1  | Джалин Тёрнер            | Нокаут                   | UFC 229                                 | 6 октября 2018   | 1     | 3:52  | Лас-Вегас, Невада, США                |                                         |
| Победа     | 13-6-1  | Чед Лаприз               | Нокаут                   | UFC Fight Night: Майя vs. Усман         | 19 мая 2018      | 1     | 4:16  | Саньяго, Столичная область, Чили      |                                         |
| Победа     | 12-6-1  | Нико Прайс               | Сдача, удушающий приём   | UFC Fight Night: Брансон vs. Мачида     | 28 октября 2017  | 2     | 4:08  | Сан-Паулу, Сан-Паулу, Бразилия        |                                         |
| Поражение  | 11-6-1  | Леон Эдвардс             | Единогласное решение     | UFC Fight Night: Манува vs. Андерсон    | 18 марта 2017    | 3     | 5:00  | Лондон, Англия, Великобритания        |                                         |
| Победа     | 11-5-1  | Белал Мухаммад           | Нокаут                   | UFC 205                                 | 12 ноября 2016   | 1     | 1:19  | Нью-Йорк, Нью-Йорк, США               |                                         |
| Победа     | 10-5-1  | Эктор Урбина             | Нокаут                   | UFC Fight Night: Сайборг vs. Ленсберг   | 24 сентября 2016 | 1     | 1:00  | Бразилиа, Федеральный округ, Бразилия | «Выступление вечера» (2)                |
| Победа     | 9-5-1   | Альваро Эррера           | Сдача, удушающий приём   | UFC Fight Night: дус Анжус vs. Альварес | 7 июля 2016      | 2     | 3:52  | Лас-Вегас, Невада, США                |                                         |
| Победа     | 8-5-1   | Хайдер Хассан            | Сдача, удушающий приём   | UFC on Fox: Дус Анжус vs. Серроне 2     | 19 декабря 2015  | 1     | 2:13  | Орландо, Флорида, США                 | «Выступление вечера» (1)                |
| Поражение  | 7-5-1   | Майкл Грейвз             | Единогласное решение     | TUF 21: Финал                           | 12 июля 2015     | 3     | 5:00  | Лас-Вегас, Невада, США                |                                         |
| Победа     | 7-4-1   | Паулистениу Роча         | Единогласное решение     | Açaí do Japa Fight                      | 21 июня 2014     | 3     | 5:00  | Бразилиа, Федеральный округ, Бразилия |                                         |
| Поражение  | 6-4-1   | Карлус Алешандре Перейра | Сдача, удушающий приём   | Smash Fight 2                           | 13 июля 2013     | 3     | 0:44  | Куритиба, Парана, Бразилия            | «Бой в промежуточном весе (176 фунтов)» |
| Победа     | 6-3-1   | Марселу Лисбоа           | Технический нокаут       | Capital Fight 5                         | 10 мая 2013      | 1     | 1:31  | Бразилиа, Федеральный округ, Бразилия |                                         |
| Победа     | 5-3-1   | Иури Моара               | Сдача, удушающий приём   | Imperium MMA Pro 2                      | 9 марта 2013     | 2     | 1:07  | Салвадор, Баия, Бразилия              |                                         |
| Поражение  | 4-3-1   | Алфреду Соуза            | Раздельное решение       | CPMMAF                                  | 4 августа 2012   | 3     | 5:00  | Салвадор, Баия, Бразилия              |                                         |
| Победа     | 4-2-1   | Тиагу Сантус             | Технический нокаут       | Spartan MMA 2012                        | 28 апреля 2012   | 1     | 4:50  | Сан-Луис, Мараньян, Бразилия          | «Бой в среднем весе»                    |
| Победа     | 3-2-1   | Дарлан Алмейда           | Сдача, удушающий приём   | Demo Fight 6                            | 19 ноября 2011   | 1     | 3:25  | Салвадор, Баия, Бразилия              |                                         |
| Поражение  | 2-2-1   | Маркус Антониу Сантана   | Раздельное решение       | Jungle Fight 27                         | 21 апреля 2011   | 3     | 5:00  | Бразилиа, Федеральный округ, Бразилия |                                         |
| Ничья      | 2-1-1   | Родригу Медейрос         | Решение                  | Shooto Brazil 18                        | 17 сентября 2010 | 3     | 5:00  | Бразилиа, Федеральный округ, Бразилия |                                         |
| Поражение  | 2-1     | Фелипи Портела           | Сдача, болевой приём     | Capital Fight 2                         | 5 июня 2010      | 3     | 3:00  | Бразилиа, Федеральный округ, Бразилия |                                         |
| Победа     | 2-0     | Педру Боргес дус Сантус  | Сдача, удушающий приём   | The Gladiators 2                        | 24 октября 2009  | 1     | 3:58  | Гуяра, Федеральный округ, Бразилия    |                                         |
| Победа     | 1-0     | Андре Плейбой            | Технический нокаут       | Fight Club 300                          | 27 июня 2009     | 1     | 2:52  | Бразилиа, Федеральный округ, Бразилия |                                         |
| Источники: |         |                          |                          |                                         |                  |       |       |                                       |                                         |

FMR (Fight Matrix Ranking) - мировой рейтинг бойца в полусреднем весе на дату проведения боя (по версии ресурса www.fightmatrix.com)
- Результаты показательных боёв не учитываются в статистике